# شونشي (تشيلي)
شونشي (بالإسبانية: Chonchi) هي بلدية تقع في تشيلي في Chiloé Province. يقدر عدد سكانها بـ 12,959 نسمة ومساحتها 1,362.1 كم2 وترتفع عن سطح البحر 26 متر.